# Dzierżno (Górowo Iławeckie)
Dzierżno (deutsch Dörsen) war ein Ort in der polnischen Woiwodschaft Ermland-Masuren. Die Ortsstelle liegt im Gebet der Gmina Górowo Iławeckie (Landgemeinde Landsberg) im Powiat Bartoszycki (Kreis Bartenstein), bis 1945 im Kreis Preußisch Eylau in Ostpreußen.

## Geographische Lage
Die Ortsstelle von Dzierżno liegt am Flüsschen Elm (polnisch Elma) im Nordwesten der Woiwodschaft Ermland-Masuren, zehn Kilometer der ehemaligen und heute auf russischem Hoheitsgebiet gelegenen Kreisstadt Preußisch Eylau (russisch Bagrationowsk) bzw. 14 Kilometer nordwestlich der jetzigen Kreismetropole Bartoszyce (deutsch Bartenstein).

## Geschichte
Im Jahre 1497 wurde der damals Drusen genannte Ort erstmals urkundlich erwähnt. Nach 1497 nannte man den aus kleinen Höfen bestehenden Ort Dursen und auch Amalienhof, um 1785 Dorsen und nach 1785 Dörsen. Bis 1945 war Dörsen ein Vorwerk zu Worienen (polnisch Woryny) im ostpreußischen Kreis Preußisch Eylau und zählte im Jahre 1910 15 Einwohner.
Im Zuge der Abtretung des gesamten südlichen Ostpreußen 1945 in Kriegsfolge an Polen erhielt Dörsen die polnische Namensform „Dzierżno“. Über eine Neubesiedlung des Ortes ist nichts belegt, der Ort war wohl verwaist und gilt dementsprechend heute als untergegangen, ggf. im Dorf Woryny aufgegangen. Seine Ortsstelle liegt im Bereich der Landgemeinde Górowo Iławeckie (Landsberg) im Powiat Bartoszycki der jetzigen Woiwodschaft Ermland-Masuren.

## Religion
Bis 1945 war Dörsen ein Ort im Kirchspiel der evangelischen Kirche Eichhorn (polnisch Wiewiórki) in der Kirchenprovinz Ostpreußen der Kirche der Altpreußischen Union, außerdem in der römisch-katholischen Pfarrei in Landsberg im damaligen Bistum Ermland.

## Verkehr
Von Woryny aus führt über die ebenfalls untergegangene Ortsstelle von Głamsiny (Glomsienen) eine Landwegverbindung zur Ortsstelle von Dörsen resp. Dzierżno.